# Agrostis gelida
Agrostis gelida é uma espécie de gramínea do gênero Agrostis, pertencente à família Poaceae.